# Ardisia avendanoi
Ardisia avendanoi är en viveväxtart som beskrevs av C.L. Lundell. Ardisia avendanoi ingår i släktet Ardisia och familjen viveväxter. Inga underarter finns listade i Catalogue of Life.